# Public Warning
Public Warning är den brittiska grime-artisten Lady Sovereigns debutalbum, utgivet den 31 oktober 2006. Albumet innehåller bland annat låten hon slog igenom internationellt med, Love Me or Hate Me.

## Låtförteckning
1. "9 to 5" - 3:32
2. "Gatheration" - 3:23
3. "Random" - 3:36
4. "Public Warning" - 3:46
5. "Love Me or Hate Me" - 3:29
6. "My England" - 3:57
7. "Tango" - 3:37
8. "A Little Bit of Shhh" - 3:45
9. "Hoodie" - 3:37
10. "Those Were the Days" - 3:49
11. "Blah Blah" - 3:57
12. "Fiddle with the Volume" - 3:40
13. "Love Me or Hate Me - The Remix" (med Missy Elliott) - 3:39